# Рогат папагал
Рогатият папагал (Eunymphicus cornutus) е вид птица от семейство Psittaculidae. Видът е световно застрашен, със статут Уязвим.

## Разпространение и местообитание
Разпространен е в Нова Каледония.